# 22. korpus (Avstro-Ogrska)
22. korpus je bil korpus avstro-ogrske skupne vojske, ki je bil aktiven med prvo svetovno vojno.

## Poveljstvo
Poveljniki
- Rudolf Krauss: oktober 1916 - april 1918
- Arpád Tamásy von Fogaras: april - julij 1918
- Ernst Kletter von Gomnik: julij - november 1918

Načelniki štaba
- Georg Ludvig: oktober 1916 - julij 1918
- Karl Rausch: julij - november 1918